# Магдалена фон Мекленбург-Щаргард
Магдалена фон Мекленбург-Щаргард (на немски: Magdalena von Mecklenburg-Stargard; * ок. 1454/1460; † 2 април 1532) е херцогиня от Мекленбург-Щаргард и чрез женитби херцогиня на Померания (1475 – 1478) и графиня на Барби-Мюлинген (1482 – 1505) в Саксония-Анхалт.

## Биография
Тя е дъщеря на херцог Хайнрих фон Мекленбург-Щаргард († 1466) и третата му съпруга херцогиня Маргарета фон Брауншвайг-Люнебург († 1512), дъщеря на херцог Фридрих II фон Брауншвайг-Люнебург и Магдалена фон Бранденбург.
Магдалена фон Мекленбург-Щаргард умира на 2 април 1532 г. на ок. 78 години и е погребана при втория ѝ съпруг в църквата „Св. Йоханис“ в Барби.
Вероятно с втория ѝ съпруг граф Буркхард VII фон Барби-Мюлинген построяват болницата „Св. Георг“ и болничната църква.

## Фамилия
Първи брак: на 25 ноември 1475 г. в Шверин с херцог Вартислав X от Померания (* ок. 1435; † 17 декември 1478), вдовец на Елизабет фон Бранденбург-Ансбах (1425 – 1465), вторият син на херцог Вартислав IX († 1457) и София фон Саксония-Лауенбург († 1462). Бракът е бездетен.
Втори брак: на 14 юли 1482 г. с граф Буркхард VII фон Барби-Мюлинген († 20 септември или 3 ноември 1505), син на граф Гюнтер VI фон Барби-Мюлинген (1417 – 1493) и първата му съпруга графиня Катерина фон Регенщайн-Бланкенбург († 1455). Те имат 12 деца:
- Йустус фон Барби-Мюлинген (* 1484; † 3 декември 1515)
- Балтазар фон Барби-Мюлинген (* ок. 1486; † 27 октомври 1535)
- Мелхиор фон Барби-Мюлинген (* ок. 1488; † 1519, Страсбург), капитулар в Страсбург
- Йоахим фон Барби (* ок. 1490; † умира млад)
- Каспар фон Барби (* ок. 1492; † умира млад)
- Херман фон Барби (* ок. 1494; † ок. 1497)
- Кристоф фон Барби (* ок. 1496; † 13 април 1523, Магдебург)
- Андреас фон Барби (* ок. 1498; † умира млад)
- Маргарета фон Барби (* ок. 1500, умира в манастир Блайхероде)
- Волфганг I фон Барби-Мюлинген (* 1502, Барби; † 24 януари 1564, Барби), женен на 23 януари 1526 г. в Зеебург за графиня Агнес фон Мансфелд (* 5 март 1511, Зеебург; † 12 декември 1558, Барби); имат седем деца
- Хайнрих фон Барби (* ок. 1504; † убит в Берлин)
- Анна фон Барби (* ок. 1505; † умира в манастир Блайхероде)